# Sibongile Ndlela-Simelane
Pour les articles homonymes, voir Simelane.
Sibongile Ndlela-Simelane est une femme politique swazie qui a été ministre de la Santé d'Eswatini de 2013 à 2018 sous le gouvernement de Barnabas Sibusiso Dlamini,,,. Pendant son mandat de ministre, elle lance des appels pour que les leçons tirées de la riposte au VIH, de l'Afrique australe soient appliquées au paludisme. 
Une importante campagne pour la sensibilisation au VIH et la nécessité de se faire tester a été mise en place, en s'appuyant sur les chefferies locales. Elle a également commandité à l'occasion de la Journée mondiale de la tuberculose en 2017 une enquête nationale sur la résistance aux médicaments. En 2018, elle a demandé l'arrestation d'un journaliste Eswatini Observer (en) qui avait photographié les voitures des ministres du gouvernement. Elle a également commissionné de nouveaux bureaux pour le Swaziland Nursing Council.
En 2022, elle est nommée présidente de la Commission des communications d'Eswatini (ESSCOM).
Ndlela-Simelane a grandi dans une famille monoparentale et a annoncé en 2015 à l'église Bulandzeni du Nazaréen qu'elle n'avait jamais rencontré son père.